# Vertrag von Zamora

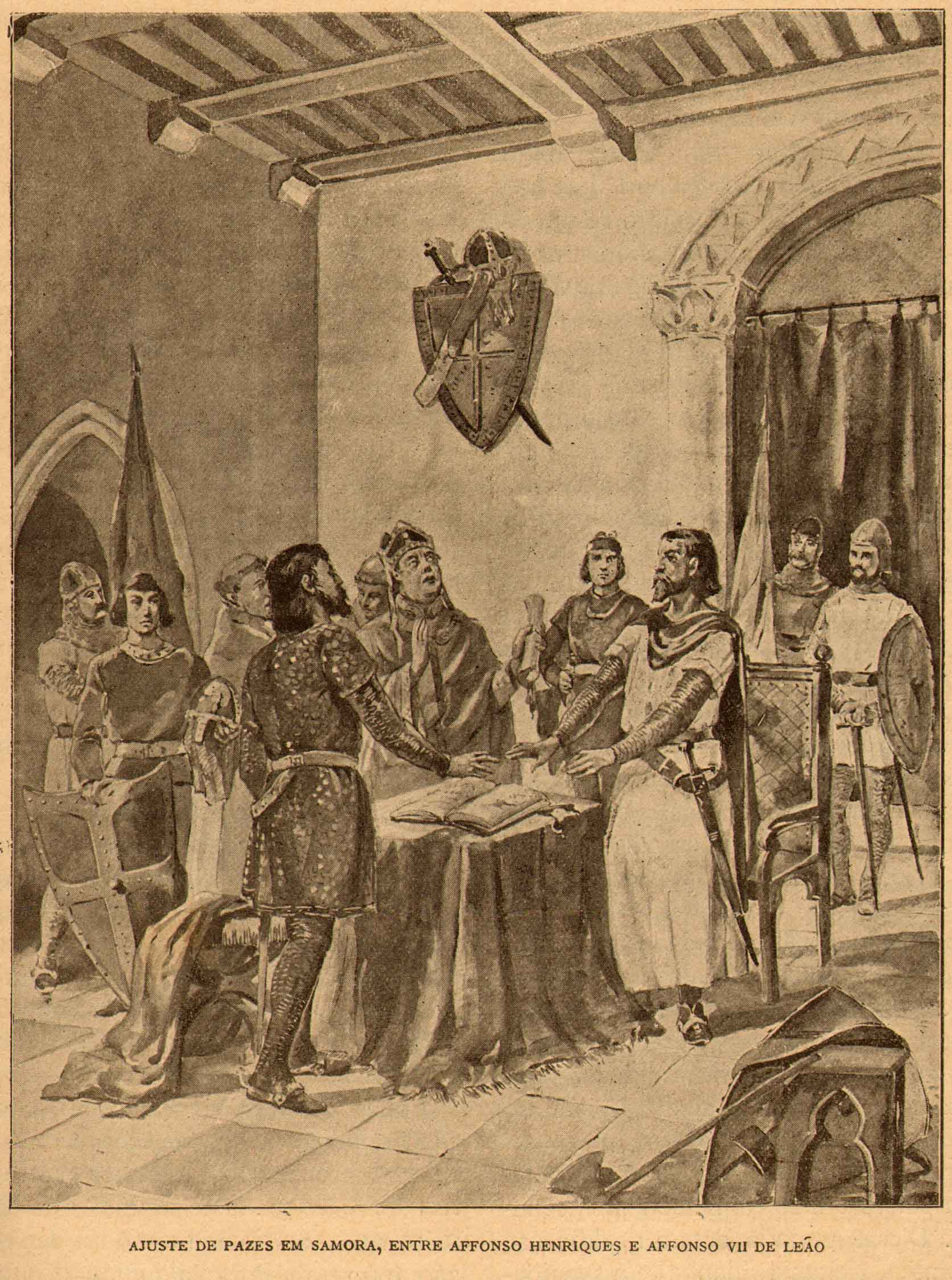
Abbildung des Vertrags von Zamora (1889)

Im Vertrag von Zamora vom 5. Oktober 1143 wurde Portugal vom Königreich León als Königreich mit eigenem Monarchen anerkannt. Auf der Grundlage des Abkommens erkannte König Alfons VII. von Kastilien und León in Anwesenheit seines Vetters, König Afonso I. von Portugal, in Anwesenheit des päpstlichen Vertreters, Kardinal Guido de Vico, in der Kathedrale von Zamora das Königreich Portugal an. Beide Könige versprachen einen dauerhaften Frieden zwischen ihren Königreichen. Mit diesem Vertrag erkannte Afonso I. von Portugal auch die Oberhoheit des Papstes an.
Dieser Vertrag war das Ergebnis der Schlacht von Valdevez.

## Hintergrund

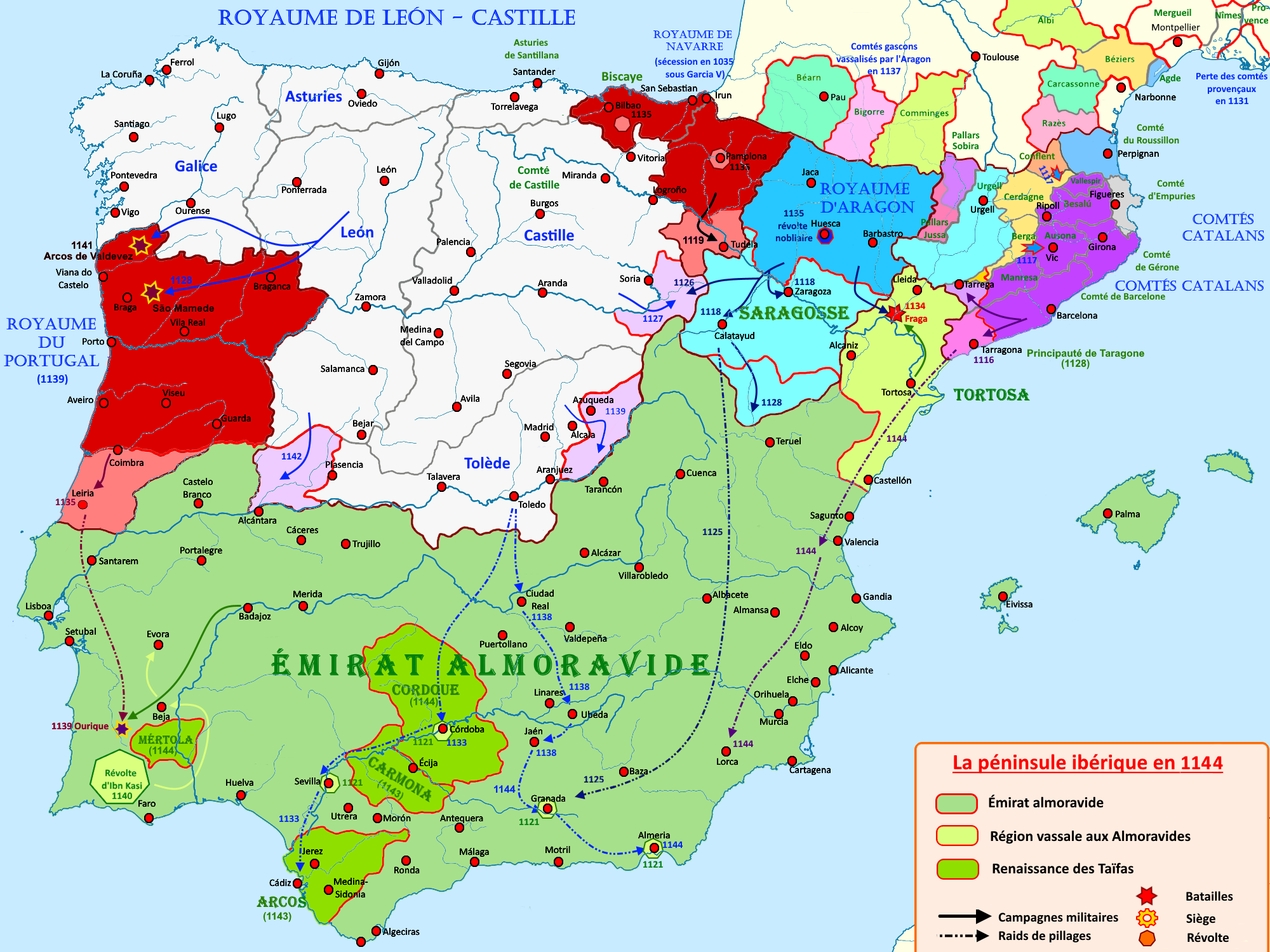
Portugal auf der iberischen Halbinsel 1144 (links in rot)

Nach seinem Sieg gegen die Mauren in der Schlacht von Ourique im Jahr 1139 rief sich Graf Afonso Henriques zum König von Portugal aus. Dabei profitierte Afonso Henriques von der Initiative des Erzbischofs von Braga, João Peculiar, der sich für die Gründung des neuen Königreichs Portugal einsetzte. Die 1140 oder 1141 als Ritterturnier ausgetragene Schlacht von Valdevez hatte in einem Waffenstillstand geendet. Um Afonso Henriques und seinen Cousin Alfons VII. von Kastilien und León zu versöhnen, arrangierte der Erzbischof ein Treffen zwischen ihnen am 4. und 5. Oktober 1143 in Zamora in Anwesenheit des Kardinals Guido de Vico.

## Ergebnis
In dem Vertrag stimmte Alfons VII. zu, dass die Grafschaft Portugal ein Königreich werden sollte und dass Afonso Henriques ihr König ist. Die von Alfons VII. in Zamora anerkannte portugiesische Souveränität wurde erst 1179 von Papst Alexander III. bestätigt, doch der Titel des rex, den Afonso Henriques seit 1140 führte, wurde in Zamora bestätigt, als der portugiesische Monarch vor dem Kardinal dem Papst die Treue schwor und sich und seine Nachkommen verpflichtete einen jährlichen Zehnten an den Papst zu entrichten.
Ab 1143 schickte Afonso Henriques Briefe an den Papst, in denen er sich zu seinem Vasallen erklärte und sich verpflichtete, jedes Jahr eine bestimmte Menge Gold zu schicken. Die Verhandlungen zogen sich über mehrere Jahrzehnte hin, von 1143 bis 1179. Im Jahr 1179 schickte Papst Alexander III. an Afonso Henriques die päpstliche Bulle „Manifestis probatum“, in der Papst schließlich die Unabhängigkeit Portugals und den Titel des portugiesischen Königs im Gegenzug für erhöhte Tributzahlungen anerkannte.